# 심우엽
심우엽(沈愚燁, 1951년 ~ , 곡성군)은 대한민국의 교육학자이다. 제4대 춘천교육대학교 총장을 역임하였다.

## 학력
- 1970년 전주고등학교 졸업
- 1974년 서울대학교 사범대학 교육학과 학사
- 1980년 서울대학교 대학원 교육학 석사
- 1987년 미국 텍사스 대학교 오스틴 철학 박사

## 이력
- 1979년 한국교육개발원 연구원
- 1980년 춘천교육대학교 교수
- 1990년 전국 교육대학 평가위원
- 1991년 ~ 1992년 춘천교육대학교 교육학과 학과장
- 1992년 ~ 1994년 춘천교육대학교 초등교육연구소 소장
- 1993년 OECD 국제회의 교육분과 한국대표
- 1996년 ~ 1997년 미국 하버드 대학교 객원교수
- 1997년 ~ 1999년 춘천교육대학교 학생처 처장
- 2000년 ~ 2002년 한국초등교육학회 회장
- 2001년 ~ 2003년 춘천교육대학교 교무처 처장
- 2002년 ~ 2004년 강원도교육청 강원교육발전기획위원회 부위원장
- 2002년 교육부 일반대학 교직과정 평가위원
- 2003년 한국학술진흥재단 학술지 평가위원
- 2003년 ~ 2004년 한국교육과정평가원 연구자문위원
- 2005년 3월 ~ 2009년 2월 제4대 춘천교육대학교 총장
- 2005년 ~ 2009년 남북강원도교류협력위원회 위원
- 2009년 3월 ~ 2016년 2월 춘천교육대학교 교수

## 같이 보기
- 심화진
- 심상철
- 심호섭
- 심봉근
- 심상무
- 심윤종
- 심종섭
- 심태식

## 참조
- 《조선일보 인물데이터》
- 《네이버 인물데이터》
- 춘천교육대학교 역대 총장 보관됨 2019-06-09 - 웨이백 머신